# Cineclube (RTP2)
Cineclube foi uma rubrica de exibição de cinema que existiu na RTP2, onde foram exibidos os mais célebres filmes da história da 7ª Arte, da responsabilidade, inicialmente, de António-Pedro Vasconcelos.

## Filmes Exibidos no Cineclube
Os filmes que foram estreados em televisão na "Cineclube" foram dos mais variados tipos e os que mais fizeram sucesso na televisão, como demonstra a lista dos seguintes exemplos que apresentamos de filmes que foram estreados, exibidos ou reexibidos na rubrica "Cineclube":

### 1978
| Dia de exibição              | Titulo do filme e ano                                                                    | País de origem                                                                           | Elenco principal                                                                         | Tempo de exibição   |
| ---------------------------- | ---------------------------------------------------------------------------------------- | ---------------------------------------------------------------------------------------- | ---------------------------------------------------------------------------------------- | ------------------- |
| 19 de outubro de 1978        | Dancing Time - 1º episódio (1968)                                                        | Série documental sobre a comédia musical norte-americana.                                | Série documental sobre a comédia musical norte-americana.                                | 1 hora e 5 minutos  |
| 26 de outubro de 1978        | Dancing Time - 2º episódio (1968)                                                        | Série documental sobre a comédia musical norte-americana.                                | Série documental sobre a comédia musical norte-americana.                                | 50 minutos          |
| Ciclo Nagisa Ōshima          |                                                                                          |                                                                                          |                                                                                          |                     |
| 2 de novembro de 1978        | O Enforcamento (1968)                                                                    | Japão                                                                                    | Kei Satō, Fumio Watanabe, Toshio Ishido, Masao Adachi                                    | 2 horas             |
| 9 de novembro de 1978        | Cerimónia Solene (1971)                                                                  | Japão                                                                                    | Nobuko Otowa, Kenzo Kawarasaki, Atsuko Kaku                                              | 1 hora e 40 minutos |
| 16 de novembro de 1978       | Diário de um ladrão (1968)                                                               | Japão                                                                                    | Tadanori Yokoo, Rie Yokoyama, Kei Satō, Jūrō Kara, Moichi Tanabe, Tetsu Takahashi        | 1 hora e 40 minutos |
| 23 de novembro de 1978       | Debate sobre Nagisa Ōshima, com Osório Mateus, Jorge Leitão Ramos e João Bénard da Costa | Debate sobre Nagisa Ōshima, com Osório Mateus, Jorge Leitão Ramos e João Bénard da Costa | Debate sobre Nagisa Ōshima, com Osório Mateus, Jorge Leitão Ramos e João Bénard da Costa | 1 hora              |
| Ciclo realizadoras femininas |                                                                                          |                                                                                          |                                                                                          |                     |
| 30 de novembro de 1978       | A Felicidade (1965)                                                                      | França                                                                                   | Jean-Claude Drouot, Claire Drouot                                                        | 1 hora e 5 minutos  |
| 7 de dezembro de 1978        | Jovens e Atrevidas (1966)                                                                | Tchecoslováquia                                                                          | Jitka Cerhová, Ivana Karbanová                                                           | 1 hora e 5 minutos  |
| 14 de dezembro de 1978       | Nem Pássaro, Nem Peixe (1978)                                                            | Portugal                                                                                 | Luís Miguel Cintra, Lia Gama, João Carlos                                                | 45 minutos          |
| 21 de dezembro de 1978       | Debate sobre o ciclo de filmes realizados por mulheres                                   | Debate sobre o ciclo de filmes realizados por mulheres                                   | Debate sobre o ciclo de filmes realizados por mulheres                                   | 1 hora e 5 minutos  |
| Ciclo Cinema francês         |                                                                                          |                                                                                          |                                                                                          |                     |
| 28 de dezembro de 1978       | O Pai Natal Tem os Olhos Azuis (1966)                                                    | França                                                                                   | Jean-Pierre Léaud, Gérard Zimmermann, Henri Martinez                                     | 55 minutos          |

### 1979
| Dia de exibição          | Titulo do filme e ano                                  | País de origem                                         | Elenco principal                                                                         | Tempo de exibição   |
| ------------------------ | ------------------------------------------------------ | ------------------------------------------------------ | ---------------------------------------------------------------------------------------- | ------------------- |
| 4 de janeiro de 1979     | Os Camisardos (1972)                                   | França                                                 | Philippe Clévenot, Jacques Debary, Gérard Desarthe, Dominique Labourier                  | 1 hora e 5 minutos  |
| 11 de janeiro de 1979    | Os Anos Lumière                                        | França                                                 |                                                                                          | 1 hora              |
| 19 de janeiro de 1979    | Espoir (1945)                                          | Espanha · França                                       | Andrés Mejuto, Nicolás Rodríguez                                                         | 1 hora e 30 minutos |
| 26 de janeiro de 1979    | Debate sobre os filmes exibidos nas semanas anteriores | Debate sobre os filmes exibidos nas semanas anteriores | Debate sobre os filmes exibidos nas semanas anteriores                                   | 1 hora e 30 minutos |
| 9 de fevereiro de 1979   | O Verdugo (1963)                                       | Espanha · Itália                                       | Nino Manfredi, Pepe Isbert                                                               | 1 hora e 30 minutos |
| 16 de fevereiro de 1979  | Ano 01 (1973)                                          | França                                                 | Daniel Auteuil, Josiane Balasko, François Béranger                                       | 1 hora e 30 minutos |
| 2 de março de 1979       | Ano 01 (1973)                                          | França                                                 | Daniel Auteuil, Josiane Balasko, François Béranger                                       | 1 hora e 30 minutos |
| 9 de março de 1979       | S. Bernardo (1972)                                     | Brasil                                                 | Othon Bastos, Isabel Ribeiro, Rodolfo Arena, Jofre Soares                                | 2 horas             |
| 23 de março de 1979      | Ternos Caçadores (1969)                                | França · Brasil · Panamá                               | Sterling Hayden, Maureen McNally, Susan Strasberg                                        | 2 horas             |
| Ciclo Jean Renoir        |                                                        |                                                        |                                                                                          |                     |
| 30 de março de 1979      | Retrospetiva e homenagem a Jean Renoir                 | Retrospetiva e homenagem a Jean Renoir                 | Retrospetiva e homenagem a Jean Renoir                                                   | 1 hora              |
| 6 de abril de 1979       | La Chienne (1931)                                      | França                                                 | Michel Simon, Janie Marèse                                                               | 1 hora e 30 minutos |
| 4 de maio de 1979        | Frente Popular 1936 (1969)                             | França                                                 | Serge Reggiani                                                                           | 1 hora e 15 minutos |
| 11 de maio de 1979       | Mai 68 (1968)                                          | França                                                 |                                                                                          | 1 hora              |
| 18 de maio de 1979       | Mai 68 (1968)                                          | França                                                 |                                                                                          | 1 hora              |
| 25 de maio de 1979       | Debate sobre os filmes "Maio de 1968"                  | Debate sobre os filmes "Maio de 1968"                  | Debate sobre os filmes "Maio de 1968"                                                    | 30 minutos          |
| Ciclo Serguei Eisenstein |                                                        |                                                        |                                                                                          |                     |
| 9 de junho de 1979       | Outubro (1927)                                         | União Soviética                                        | Boris Livanov, Nikolay Popov, Vasili Nikandrov                                           | 2 horas             |
| 15 de junho de 1979      | A Linha Geral (1929)                                   | União Soviética                                        | Martha Lapkina, Maksim Shtraukh, Konstantin Vasilyev, Vasili Buzenkov                    | 2 horas             |
| 22 de junho de 1979      | Ivan, o Terrível (1944)                                | União Soviética                                        | Nikolai Cherkasov, Lyudmila Tselikovskaya, Serafima Birman, Mikhail Nazvanov             | 2 horas             |
| 29 de junho de 1979      | Ivan, o Terrível (1958)                                | União Soviética                                        | Nikolai Cherkasov, Lyudmila Tselikovskaya, Serafima Birman, Mikhail Nazvanov             | 1 hora e 30 minutos |
| 16 de outubro de 1979    | Nosferatu, o Vampiro (1923)                            | Alemanha                                               | Max Schreck, Gustav von Wangenheim, Greta Schröder, Alexander Granach                    | 1 hora e 40 minutos |
| 23 de outubro de 1979    |                                                        |                                                        |                                                                                          |                     |
| 30 de outubro de 1979    | A Regra do Jogo (1939)                                 | França                                                 | Nora Gregor, Paulette Dubost, Marcel Dalio, Jean Renoir, Julien Carette                  | 1 hora e 50 minutos |
| 6 de novembro de 1979    | Contos da Lua Vaga (1953)                              | Japão                                                  | Masayuki Mori, Machiko Kyô, Kinuyo Tanaka, Eitarô Ozawa                                  | 1 hora e 40 minutos |
| 13 de novembro de 1979   | A Tomada do Poder por Luis XIV (1966)                  | França                                                 | Jean-Marie Patte, Raymond Jourdan, Katharina Renn, Giulio Cesare Silvagni, Pierre Barrat | 2 horas             |
| 20 de novembro de 1979   | Quatro Noites de um Sonhador (1971)                    | França                                                 | Isabelle Weingarten, Guillaume des Forêts                                                | 2 horas             |
| 27 de novembro de 1979   | A Caça (1964)                                          | Portugal                                               | António Rodrigues Sousa, João Rocha Almeida, Albino Freitas, Manuel de Sá                | 25 minutos          |
| 4 de dezembro de 1979    | Terra em Transe (1967)                                 | Brasil                                                 | Jardel Filho, Glauce Rocha, José Lewgoy, Paulo Autran, Paulo Gracindo                    | 2 horas             |
| 11 de dezembro de 1979   | A Barreira (1966)                                      | Polónia                                                | Joanna Szczerbic, Jan Nowicki, Tadeusz Lomnicki                                          | 1 hora e 30 minutos |
| 18 de dezembro de 1979   | Erica Minor (1974)                                     | Suíça                                                  | Juliet Berto, Brigitte Fossey, Edith Scob                                                | 1 hora e 30 minutos |

### 1980
| Dia de exibição         | Titulo do filme e ano                                                                                        | País de origem                                                                                               | Elenco principal | Tempo de exibição    |
| ----------------------- | --- | --- | --- | -------------------- |
| 8 de janeiro de 1980    | Uma Mulher É uma Mulher (1961)                                                                               | França | Anna Karina, Jean-Claude Brialy, Jean-Paul Belmondo | 1 hora e 40 minutos  |
| 15 de janeiro de 1980   | Os Verdes Anos (1963)                                                                                        | Portugal | Rui Gomes, Isabel Ruth, Ruy Furtado | 2 horas              |
| 22 de janeiro de 1980   | Charlotte e o seu Querido (1960)                                                                             | França | Jean-Paul Belmondo, Anne Collette, Gérard Blain | 15 minutos           |
| 29 de janeiro de 1980   | A Estratégia Da Aranha (1960)                                                                                | Itália | Giulio Brogi, Alida Valli, Pippo Campanini, Franco Giovanelli, Tino Scotti, Allen Midgette                                                                          | 1 hora e 30 minutos  |
| 5 de fevereiro de 1980  | Lucky Luciano (1973)                                                                                         | Itália · França                                                                                              | Gian Maria Volonté, Rod Steiger, Edmond O'Brien, Charles Siragusa, Vincent Gardenia, Charles Cioffi, Silverio Blasi                                                 | 2 horas              |
| 12 de fevereiro de 1980 | Liza, a Submissa (1972)                                                                                      | Itália | Catherine Deneuve, Marcello Mastroianni, Corinne Marchand, Michel Piccoli                                                                                           | 1 hora e 30 minutos  |
| 19 de fevereiro de 1980 | Polícia e Ladrão (1951)                                                                                      | Itália | Totò, Pina Piovani, Aldo Fabrizi | 1 hora e 50 minutos  |
| 26 de fevereiro de 1980 | Tão Amigos que Nós Éramos (1974)                                                                             | Itália | Fiammetta Baralla, Isa Barzizza, Elena Fabrizi, Vittorio Gassman, Nino Manfredi, Giovanna Ralli, Stefania Sandrelli, Stefano Satta Flores                           | 2 horas e 10 minutos |
| 4 de março de 1980      | O Jogo da Fortuna e do Azar (1972)                                                                           | Itália | Alberto Sordi, Silvana Mangano, Bette Davis, Joseph Cotten | 2 horas e 10 minutos |
| 11 de março de 1980     | O Grito (1957)                                                                                               | Itália · Estados Unidos                                                                                      | Steve Cochran, Alida Valli, Betsy Blair, Dorian Gray | 2 horas e 5 minutos  |
| 18 de março de 1980     | Os Dias da Ira (1967)                                                                                        | Itália | Peter Lee Lawrence, Beba Loncar, Luigi Vannucchi, Nello Pazzafini, Rosalba Neri, Andrea Bosic, Harold Bradley                                                       | 2 horas              |
| 25 de março de 1980     | Bom dia, tristeza (1958)                                                                                     | Reino Unido · Estados Unidos                                                                                 | Deborah Kerr, David Niven, Jean Seberg, Mylène Demongeot | 2 horas              |
| 1 de abril de 1980      | A minha noite em casa de Maud (1969)                                                                         | França | Jean-Louis Trintignant, Françoise Fabian, Marie-Christine Barrault                                                                                                  | 2 horas              |
| 8 de abril de 1980      | O Silêncio é de Ouro (1947)                                                                                  | França · Estados Unidos                                                                                      | Maurice Chevalier, François Périer, Marcelle Derrien, Dany Robin | 1 hora e 30 minutos  |
| 15 de abril de 1980     | A Travessia de Paris (1956)                                                                                  | França · Itália                                                                                              | Jean Gabin, Bourvil, Louis de Funès | 1 hora e 30 minutos  |
| 22 de abril de 1980     | Zero em Comportamento (1933)                                                                                 | França | Jean Dasté, Robert le Flon | 50 minutos           |
| 22 de abril de 1980     | A propósito de Nice (1930)                                                                                   | França | | 30 minutos           |
| 29 de abril de 1980     | O Crime do Sr. Lange (1936)                                                                                  | França | René Lefèvre, Florelle, Jules Berry, Marcel Lévesque, Sylvia Bataille, Nadia Sibirskaïa                                                                             | 1 hora e 30 minutos  |
| 6 de maio de 1980       | Os Visitantes da Noite (1942)                                                                                | França | Arletty, Jules Berry, Marie Déa, Marcel Herrand, Fernand Ledoux, Alain Cuny                                                                                         | 2 horas              |
| 13 de maio de 1980      | O Céu é de todos (1943)                                                                                      | França | Madeleine Renaud, Pierre Brasseur | 2 horas              |
| 20 de maio de 1980      | Amor e Morte (1967)                                                                                          | França | Jean Vimenet, Marie Cardinal, Marie Susini, Paul Hébert | 2 horas              |
| 27 de maio de 1980      | Entrevista com o realizador francês François Truffaut, por António Pedro Vasconcelos e João Bénard da Costa. | Entrevista com o realizador francês François Truffaut, por António Pedro Vasconcelos e João Bénard da Costa. | Entrevista com o realizador francês François Truffaut, por António Pedro Vasconcelos e João Bénard da Costa.                                                        | 30 minutos           |
| 3 de junho de 1980      | Kanał (1956)                                                                                                 | Polónia | Teresa Iżewska, Tadeusz Janczar, Wieńczysław Gliński, Tadeusz Gwiazdowski, Stanisław Mikulski, Emil Karewicz, Maciej Maciejewski, Vladek Sheybal, Teresa Berezowska | 1 hora e 45 minutos  |
| 10 de junho de 1980     | Madre Joana dos Anjos (1961)                                                                                 | Polónia | Lucyna Winnicka, Mieczyslaw Voit | 1 hora e 55 minutos  |
| 20 de junho de 1980     | O Round Decisivo (1965)                                                                                      | Polónia | Jerzy Skolimowski, Aleksandra Zawieruszanka, Krzysztof Chamiec | 2 horas              |
| 27 de junho de 1980     | História de um Pecado (1975)                                                                                 | Polónia | Grazyna Dlugolecka, Jerzy Zelnik | 2 horas e 15 minutos |
| 4 de julho de 1980      | Ritual (1969)                                                                                                | Suécia | Ingmar Bergman, Gunnar Björnstrand, Anders Ek, Erik Hell, Ingrid Thulin                                                                                             | 1 hora e 35 minutos  |
| 11 de julho de 1980     | Antônio das Mortes (1969)                                                                                    | Brasil | Maurício do Valle, Jofre Soares, Odete Lara, Othon Bastos, Hugo Carvana                                                                                             | 1 hora e 40 minutos  |
| 18 de julho de 1980     | Que Viva a Revolução (1974)                                                                                  | Itália | Marcello Mastroianni, Lea Massari, Mimsy Farmer | 1 hora e 55 minutos  |
| 25 de julho de 1980     | Ludwig - requiem para um rei virgem (1972)                                                                   | Alemanha Ocidental                                                                                           | Harry Baer, Ingrid Caven, Hanna Köhler | 2 horas e 30 minutos |
| 1 de agosto de 1980     | Almas Perversas (1945)                                                                                       | Estados Unidos                                                                                               | Edward G. Robinson, Joan Bennett, Dan Duryea | 1 hora e 45 minutos  |
| 8 de agosto de 1980     | O Pão Nosso de Cada Dia (1934)                                                                               | Estados Unidos                                                                                               | Karen Morley, Tom Keene, Barbara Pepper, Addison Richards, John Qualen, Lloyd Ingraham                                                                              | 1 hora e 30 minutos  |
| 15 de agosto de 1980    | Semente de Ódio (1945)                                                                                       | Estados Unidos                                                                                               | Zachary Scott, Betty Field, J. Carrol Naish | 1 hora e 35 minutos  |
| 22 de agosto de 1980    | O Malvado Zaroff (1932)                                                                                      | Estados Unidos                                                                                               | Joel McCrea, Fay Wray, Leslie Banks | 1 hora e 5 minutos   |
| 29 de agosto de 1980    | A Ave do Paraíso (1932)                                                                                      | Estados Unidos                                                                                               | Dolores del Rio, Joel McCrea | 1 hora e 25 minutos  |
| 2 de setembro de 1980   | A Vida de Abraham Lincoln (1930)                                                                             | Estados Unidos                                                                                               | Walter Huston, Una Merkel, William L. Thorne | 1 hora e 45 minutos  |
| 9 de setembro de 1980   | Pamplinas Maquinista (1926)                                                                                  | Estados Unidos                                                                                               | Buster Keaton, Marion Mack, Glen Cavender | 1 hora e 25 minutos  |
| 16 de setembro de 1980  | Pandora (1951)                                                                                               | Reino Unido                                                                                                  | Ava Gardner, James Mason, Nigel Patrick, Sheila Sim, Harold Warrender, Mario Cabré, Marius Goring                                                                   | 2 horas e 5 minutos  |
| 23 de setembro de 1980  | O Grande Escândalo (1940)                                                                                    | Estados Unidos                                                                                               | Cary Grant, Rosalind Russell, Ralph Bellamy | 1 hora e 35 minutos  |
| 30 de setembro de 1980  | A Herança da Carne (1960)                                                                                    | Estados Unidos                                                                                               | Robert Mitchum, Eleanor Parker, George Peppard, George Hamilton, Luana Patten, Everett Sloane                                                                       | 2 horas e 30 minutos |
| 7 de outubro de 1980    | Um Vinho Difícil (1958)                                                                                      | França | Gérard Blain, Jean-Claude Brialy, Michèle Méritz | 2 horas              |
| 14 de outubro de 1980   | Adeus Philippine (1962)                                                                                      | França | Jean-Claude Aimini, Yveline Céry, Stefania Sabatini | 1 hora e 50 minutos  |
| 21 de outubro de 1980   | Pouco a Pouco (1970)                                                                                         | França | Damouré Zika, Lam Ibrahim Dia | 2 horas e 5 minutos  |
| 28 de outubro de 1980   | A Velha Senhora (1965)                                                                                       | França | Sylvie, Victor Lanoux, Malka Ribowska | 1 hora e 40 minutos  |
| 4 de novembro de 1980   | As Boas Mulheres (1960)                                                                                      | França · Itália                                                                                              | Bernadette Lafont, Clotilde Joano, Stéphane Audran | 1 hora e 45 minutos  |
| 11 de novembro de 1980  | Os Carabineiros (1963)                                                                                       | França · Itália                                                                                              | Patrice Moullet, Marino Masé, Geneviève Galéa | 1 hora e 30 minutos  |
| 18 de novembro de 1980  | Fim-de-Semana (1967)                                                                                         | França · Itália                                                                                              | Mireille Darc, Jean Yanne, Jean-Pierre Kalfon | 1 hora e 50 minutos  |
| 25 de novembro de 1980  | A Marquesa do Ó (1976)                                                                                       | França · Alemanha Ocidental                                                                                  | Edith Clever, Bruno Ganz | 1 hora e 50 minutos  |
| 9 de dezembro de 1980   | A Hora do Lobo (1960)                                                                                        | Suécia | Max von Sydow, Liv Ullmann, Gertrud Fridh, Georg Rydeberg, Erland Josephson                                                                                         | 1 hora e 30 minutos  |
| 16 de dezembro de 1980  | A Máscara (1966)                                                                                             | Suécia | Bibi Andersson, Liv Ullmann | 1 hora e 30 minutos  |
| 23 de dezembro de 1980  | | | | 1 hora e 30 minutos  |
| 30 de dezembro de 1980  | Gertrudes (1964)                                                                                             | Dinamarca | Nina Pens Rode, Bendt Rothe, Ebbe Rode, Baard Owe | 2 horas              |

### 1981
| Dia de exibição         | Titulo do filme e ano                  | País de origem                       | Elenco principal                                                                     | Tempo de exibição    |
| ----------------------- | -------------------------------------- | ------------------------------------ | ------------------------------------------------------------------------------------ | -------------------- |
| 13 de janeiro de 1981   | Dillinger Morreu (1969)                | Itália                               | Michel Piccoli, Anita Pallenberg, Gino Lavagetto                                     | 1 hora e 40 minutos  |
| 20 de janeiro de 1981   | Muriel (1963)                          | França · Itália                      | Delphine Seyrig, Jean-Pierre Kérien                                                  | 2 horas              |
| 27 de janeiro de 1981   | Vento de Inverno (1969)                | França · Hungria                     | Jacques Charrier, Marina Vlady, Ewa Swann                                            | 1 hora e 25 minutos  |
| 3 de fevereiro de 1981  | Masculino, Feminino (1966)             | França · Suécia                      | Jean-Pierre Léaud, Chantal Goya, Marlène Jobert                                      | 1 hora e 50 minutos  |
| 10 de fevereiro de 1981 | O Rancho das Paixões (1952)            | Estados Unidos                       | Marlene Dietrich, Arthur Kennedy, Mel Ferrer                                         | 1 hora e 35 minutos  |
| 17 de fevereiro de 1981 | Agarrem Essa Loira (1960)              | Estados Unidos                       | Sophia Loren, Anthony Quinn, Margaret O'Brien, Steve Forrest                         | 1 hora e 45 minutos  |
| 24 de fevereiro de 1981 | Brutalidade (1947)                     | Estados Unidos                       | Burt Lancaster, Hume Cronyn, Charles Bickford                                        | 1 hora e 40 minutos  |
| 3 de março de 1981      |                                        |                                      |                                                                                      | 1 hora e 40 minutos  |
| 10 de março de 1981     | Vida em Família (1971)                 | Polónia                              | Daniel Olbrychski, Maja Komorowska, Jan Kreczmar, Halina Mikolajska, Jan Nowicki     | 1 hora e 40 minutos  |
| 17 de março de 1981     | A Passageira (1963)                    | Polónia                              | Aleksandra Śląska, Anna Ciepielewska, Janusz Bylczynski                              | 1 hora e 5 minutos   |
| 24 de março de 1981     | Repulsa (1965)                         | Reino Unido                          | Catherine Deneuve, Ian Hendry, John Fraser, Yvonne Furneaux                          | 1 hora e 50 minutos  |
| 31 de março de 1981     | Antes da Revolução (1964)              | Itália                               | Francesco Barilli, Adriana Asti, Cristina Pariset, Allen Midgette, Morando Morandini | 1 hora e 55 minutos  |
| 7 de abril de 1981      | De Punhos nos Bolsos (1965)            | Itália                               | Lou Castel, Paola Pitagora, Marino Masé                                              | 1 hora e 40 minutos  |
| 14 de abril de 1981     | O Vagabundo de Montparnasse (1958)     | França · Itália · Alemanha Ocidental | Gérard Philipe, Lilli Palmer, Lino Ventura, Anouk Aimée                              | 1 hora e 50 minutos  |
| 21 de abril de 1981     | Peregrinação Exemplar (1966)           | França · Suécia                      | Anne Wiazemsky, François Lafarge                                                     | 1 hora e 40 minutos  |
| 28 de abril de 1981     | O Joelho de Claire (1970)              | França                               | Jean-Claude Brialy, Aurora Cornu, Béatrice Romand                                    | 1 hora e 50 minutos  |
| 5 de maio de 1981       | Sabotagem (1936)                       | Reino Unido                          | Sylvia Sidney, Oskar Homolka, Desmond Tester, John Loder                             | 1 hora e 50 minutos  |
| 12 de maio de 1981      | O Agente Secreto (1936)                | Reino Unido                          | John Gielgud, Peter Lorre, Madeleine Carroll                                         | 1 hora e 40 minutos  |
| 19 de maio de 1981      | Jovem e Inocente (1937)                | Reino Unido                          | Nova Pilbeam, Derrick De Marney                                                      | 1 hora e 40 minutos  |
| 26 de maio de 1981      | Golpe de Misericórdia (1949)           | Estados Unidos                       | Joel McCrea, Virginia Mayo, Dorothy Malone                                           | 1 hora e 40 minutos  |
| 18 de agosto de 1981    | Disparem Sobre o Pianista (1960)       | França                               | Charles Aznavour, Marie Dubois, Nicole Berger, Michèle Mercier                       | 2 horas              |
| 25 de agosto de 1981    | O Amor é Trsite                        | França                               |                                                                                      | 1 hora e 40 minutos  |
| 1 de setembro de 1981   | Cruel é o Meu Destino (1939)           | Estados Unidos                       | John Garfield, Priscilla Lane                                                        | 1 hora e 30 minutos  |
| 8 de setembro de 1981   | Águias Americanas (1943)               | Estados Unidos                       | John Garfield, John Ridgely, Harry Carey, Gig Young                                  | 2 horas e 10 minutos |
| 15 de setembro de 1981  | Corpo e Alma (1947)                    | Estados Unidos                       | John Garfield, Lilli Palmer                                                          | 1 hora e 55 minutos  |
| 22 de setembro de 1981  | A Força do Mal (1948)                  | Estados Unidos                       | John Garfield, Thomas Gomez, Marie Windsor                                           | 1 hora e 55 minutos  |
| 29 de setembro de 1981  | O Destino Bate à Porta (1946)          | Estados Unidos                       | Lana Turner, John Garfield                                                           | 1 hora e 55 minutos  |
| 6 de outubro de 1981    | A Noite do Caçador                     | Estados Unidos                       |                                                                                      | 1 hora e 40 minutos  |
| 13 de outubro de 1981   | Quem Ventos Semeia (1959)              | Estados Unidos                       | Robert Mitchum, Julie London, Gary Merrill                                           | 1 hora e 40 minutos  |
| 20 de outubro de 1981   | Os Fabricantes do Medo (1958)          | Estados Unidos                       | Dana Andrews, Dick Foran, Marilee Earle                                              | 1 hora e 30 minutos  |
| 27 de outubro de 1981   | Cidade Mágica (1947)                   | Estados Unidos                       | James Stewart, Jane Wyman, Kent Smith                                                | 1 hora e 45 minutos  |
| 3 de novembro de 1981   | Princesa Fei (1955)                    | Japão                                | Machiko Kyō, Masayuki Mori, Sō Yamamura, Eitarō Ozawa                                | 1 hora e 45 minutos  |
| 10 de novembro de 1981  | Crónica de um Ser Vivo (1955)          | Japão                                | Toshiro Mifune, Eiko Miyoshi, Masao Shimizu                                          | 1 hora e 50 minutos  |
| 17 de novembro de 1981  | Viagem a Tóquio (1953)                 | Japão                                | Chishū Ryū, Chieko Higashiyama, Setsuko Hara                                         | 2 horas e 20 minutos |
| 24 de novembro de 1981  | A Mãe (1952)                           | Japão                                | Kinuyo Tanaka, Kyōko Kagawa, Daisuke Katō                                            | 1 hora e 40 minutos  |
| 1 de dezembro de 1981   | Alfred Hitchcock Apresenta (1955-1962) | Estados Unidos                       |                                                                                      | 30 minutos           |
| 8 de dezembro de 1981   | Alfred Hitchcock Apresenta (1955-1962) | Estados Unidos                       |                                                                                      | 30 minutos           |
| 15 de dezembro de 1981  | Alfred Hitchcock Apresenta (1955-1962) | Estados Unidos                       |                                                                                      | 30 minutos           |
| 22 de dezembro de 1981  | Alfred Hitchcock Apresenta (1955-1962) | Estados Unidos                       |                                                                                      | 30 minutos           |
| 29 de dezembro de 1981  | Alfred Hitchcock Apresenta (1955-1962) | Estados Unidos                       |                                                                                      | 30 minutos           |

### 1982
| Dia de exibição     | Titulo do filme e ano                   | País de origem                  | Elenco principal                                                                                          | Tempo de exibição    |
| ------------------- | --------------------------------------- | ------------------------------- | --- | -------------------- |
| 2 de março de 1982  | Luís da Baviera (1973)                  | Itália · França                 | Helmut Berger, Trevor Howard, Silvana Mangano, Romy Schneider, Gert Fröbe, John Moulder Brown, Marc Porel | 4 horas              |
| 9 de março de 1982  | Rainha Cristina (1933)                  | Estados Unidos                  | Greta Garbo, John Gilbert                                                                                 | 1 hora e 40 minutos  |
| 16 de março de 1982 | Macbeth (1948)                          | Estados Unidos                  | Orson Welles, Jeanette Nolan, Dan O'Herlihy, Roddy McDowall                                               | 1 hora e 50 minutos  |
| 23 de março de 1982 | Júlio César (1970)                      | Reino Unido                     | Charlton Heston, Jason Robards, John Gielgud                                                              | 2 horas              |
| 30 de março de 1982 | O Diário de Uma Criada de Quarto (1946) | Estados Unidos                  | Paulette Goddard, Burgess Meredith, Hurd Hatfield                                                         | 1 hora e 30 minutos  |
| 6 de abril de 1982  | A Comédia e a Vida (1952)               | França · Itália                 | Anna Magnani, Duncan Lamont, Riccardo Rioli                                                               | 1 hora e 50 minutos  |
| 13 de abril de 1982 | O Rio Sagrado (1951)                    | França · Índia · Estados Unidos | Patricia Walters, Nora Swinburne, Esmond Knight                                                           | 1 hora e 40 minutos  |
| 20 de abril de 1982 | Os Sete Samurais (1954)                 | Japão                           | Takashi Shimura, Toshirô Mifune, Yoshio Inaba                                                             | 3 horas e 30 minutos |
| 27 de abril de 1982 | A Fortaleza Escondida (1958)            | Japão                           | Toshirō Mifune, Misa Uehara, Minoru Chiaki, Kamatari Fujiwara                                             | 2 horas e 20 minutos |
| 11 de maio de 1982  | A Filha do Engano (1951)                | México                          | Fernando Soler, Alicia Caro, Fernando Soto                                                                | 1 hora e 20 minutos  |
| 18 de maio de 1982  | A Febre Sobe em El Pao (1959)           | França · México                 | Gérard Philipe, María Félix, Jean Servais                                                                 | 1 hora e 40 minutos  |
| 25 de maio de 1982  | Orfeu (1950)                            | França                          | Jean Marais, François Périer, Maria Casarès, Marie Déa                                                    | 1 hora e 40 minutos  |
| 1 de junho de 1982  | Contos da Lua Vaga (1953)               | Japão                           | Masayuki Mori, Machiko Kyô, Kinuyo Tanaka, Eitarô Ozawa                                                   | 1 hora e 40 minutos  |
| 8 de junho de 1982  | O Barba-Ruiva (1965)                    | Japão                           | Toshiro Mifune, Yuzo Kayama                                                                               | 3 horas e 20 minutos |
| 22 de junho de 1982 | Às Portas do Inferno (1950)             | Japão                           | Toshiro Mifune, Machiko Kyō, Masayuki Mori, Takashi Shimura, Minoru Chiaki                                | 1 hora e 25 minutos  |
| 29 de junho de 1982 | Belarmino (1964)                        | Portugal                        | Belarmino Fragoso, Albano Martins, Tony Afonso                                                            | 1 hora e 20 minutos  |
| 6 de julho de 1982  | Uma Tão Longa Ausência (1961)           | França · Itália                 | Alida Valli, Georges Wilson, Jacques Harden                                                               | 1 hora e 40 minutos  |
| 13 de julho de 1982 | Enquanto Há Guerra, Há Esperança (1974) | Itália                          | Alberto Sordi, Silvia Monti, Alessandro Cutolo                                                            | 2 horas              |
| 20 de julho de 1982 | Destino de Mulher (1941)                | Estados Unidos                  | Ida Lupino, Louis Hayward, Evelyn Keyes                                                                   | 1 hora e 40 minutos  |
| 27 de julho de 1982 | Nashville (1975)                        | Estados Unidos                  | Ned Beatty, Ronee Blakley, Keith Carradine, Geraldine Chaplin, Henry Gibson, Michael Murphy, Lily Tomlin  | 2 horas e 30 minutos |

### 1983
| Dia de exibição                | Titulo do filme e ano                        | País de origem                                | Elenco principal | Tempo de exibição    |
| Ciclo Cinema Japonês           | Ciclo Cinema Japonês                         | Ciclo Cinema Japonês                          | Ciclo Cinema Japonês | Ciclo Cinema Japonês |
| ------------------------------ | -------------------------------------------- | --------------------------------------------- | --- | -------------------- |
| 4 de janeiro de 1983           | O Intendente Sancho (1954)                   | Japão                                         | Kinuyo Tanaka, Yoshiaki Hanayagi, Kyōko Kagawa, Eitarō Shindō                                                                                      | 2 horas e 10 minutos |
| 11 de janeiro de 1983          | Retrato de Madame Yuki (1950)                | Japão                                         | Michiyo Kogure, Yoshiko Kuga, Ken Uehara, Eijirō Yanagi                                                                                            | 1 hora e 45 minutos  |
| 18 de janeiro de 1983          | O Outono de Kohayagawe (1961)                | Japão                                         | Nakamura Ganjirō II, Setsuko Hara, Yoko Tsukasa | 1 hora e 45 minutos  |
| 25 de janeiro de 1983          | Enredo (1964)                                | Japão                                         | Mitsuko Kusabue, Yumi Shirakawa, Hideko Takamine, Yūzō Kayama                                                                                      | 1 hora e 35 minutos  |
| Ciclo Ingmar Bergman           |                                              |                                               | |                      |
| 1 de fevereiro de 1983         | Skammen (1978)                               | Suécia                                        | Liv Ullmann, Max von Sydow, Sigge Fürst, Gunnar Björnstrand                                                                                        | 1 hora e 40 minutos  |
| 8 de fevereiro de 1983         | Sonata de Outono (1978)                      | Suécia · Alemanha Ocidental · França          | Ingrid Bergman, Liv Ullmann, Lena Nyman | 1 hora e 30 minutos  |
|                                |                                              |                                               | |                      |
| 15 de fevereiro de 1983        | A Rapariga que Queria Ser Amada (1969)       | Estados Unidos                                | Shirley MacLaine, John McMartin, Ricardo Montalban, Chita Rivera, Paula Kelly                                                                      | 2 horas e 10 minutos |
| 22 de fevereiro de 1983        | Quem É Harry Kellerman? (1971)               | Estados Unidos                                | Dustin Hoffman, Barbara Harris, Jack Warden | 1 hora e 30 minutos  |
| 1 de março de 1983             | O Último dos Duros (1975)                    | Estados Unidos                                | Robert Mitchum, Charlotte Rampling, John Ireland, Sylvia Miles, Anthony Zerbe                                                                      | 1 hora e 30 minutos  |
| 8 de março de 1983             | A Morte é o meu Ofício (1977)                | Alemanha Ocidental                            | Götz George, Elisabeth Schartz, Kurt Hübner, Kai Taschner, Peter Franke, Hans Korte, Matthias Fuchs                                                | 2 horas e 35 minutos |
| 15 de março de 1983            | Uma Aldeia em Fuga (1955)                    | Estados Unidos                                | John Wayne, Lauren Bacall, Paul Fix | 2 horas e 5 minutos  |
| 22 de março de 1983            | Lady Ice (1973)                              | Estados Unidos                                | Donald Sutherland, Jennifer O'Neill, Robert Duvall                                                                                                 | 1 hora e 30 minutos  |
| 29 de março de 1983            | Como Apanhar um Milhão (1967)                | Reino Unido                                   | Richard Bradford, Yôko Tani, Anton Rodgers, Simon Brent, Ron Randell, Norman Rossington, Gay Hamilton                                              | 1 hora e 40 minutos  |
| Ciclo Cinema Francês           |                                              |                                               | |                      |
| 5 de abril de 1983             | Último Domicílio Conhecido (1970)            | França                                        | Lino Ventura, Marlène Jobert, Michel Constantin | 1 hora e 45 minutos  |
| 12 de abril de 1983            | Assalto ao Casino (1963)                     | França                                        | Jean Gabin, Alain Delon, Claude Cerval | 2 horas              |
| 19 de abril de 1983            | A Lei (1959)                                 | França · Itália                               | Gina Lollobrigida, Pierre Brasseur, Marcello Mastroianni, Yves Montand                                                                             | 2 horas e 5 minutos  |
| 26 de abril de 1983            | Eu, Pierre Rivière (1979)                    | França                                        | Claude Hébert, Jacqueline Millière, Joseph Leportier                                                                                               | 2 horas e 10 minutos |
| Ciclo Rainer Werner Fassbinder |                                              |                                               | |                      |
| 3 de maio de 1983              | A Terceira Geração (1979)                    | Alemanha Ocidental                            | Margit Carstensen, Irm Hermann, Hanna Schygulla, Gisela Fackeldey, Eva Mattes                                                                      | 1 hora e 45 minutos  |
| 10 de maio de 1983             | As Lágrimas Amargas de Petra von Kant (1972) | Alemanha Ocidental                            | Margit Carstensen, Irm Hermann, Hanna Schygulla, Gisela Fackeldey, Eva Mattes                                                                      | 2 horas e 5 minutos  |
| 17 de maio de 1983             | Nora Helmer (1974)                           | Alemanha Ocidental                            | Margit Carstensen, Joachim Hansen, Barbara Valentin, Ulli Lommel, Klaus Löwitsch, Lilo Pempeit                                                     | 1 hora e 55 minutos  |
|                                |                                              |                                               | |                      |
| 24 de maio de 1983             | As Troianas (1971)                           | Estados Unidos · Grécia · Reino Unido         | Katharine Hepburn, Vanessa Redgrave, Geneviève Bujold, Irene Pappás                                                                                | 1 hora e 40 minutos  |
| 31 de maio de 1983             | 24 Horas de Vida de Uma Mulher (1968)        | França · Alemanha Ocidental                   | Danielle Darrieux, Robert Hoffmann, Romina Power, Léna Skerla                                                                                      | 1 hora e 30 minutos  |
| 7 de junho de 1983             | A Hipótese do Quadro Roubado (1978)          | França                                        | Jean Rougeul | 1 hora e 25 minutos  |
| 14 de junho de 1983            | Salve-se Quem Puder (1980)                   | França · Áustria · Suíça · Alemanha Ocidental | Jacques Dutronc, Isabelle Huppert, Nathalie Baye                                                                                                   | 2 horas              |
| 21 de junho de 1983            | Testemunha Ocular (1970)                     | Reino Unido                                   | Mark Lester, Susan George, Lionel Jeffries | 1 hora e 35 minutos  |
| 28 de junho de 1983            | Os Felinos (1964)                            | França                                        | Alain Delon, Jane Fonda, Lola Albright | 1 hora e 40 minutos  |
| 5 de julho de 1983             | Primavera Tardia (1949)                      | Japão                                         | Chishū Ryū, Setsuko Hara, Haruko Sugimura | 1 hora e 55 minutos  |
| 12 de julho de 1983            | A Flor do Equinócio (1958)                   | Japão                                         | Shin Saburi, Kinuyo Tanaka, Ineko Arima | 2 horas              |
| 19 de julho de 1983            | O Fim do Outono (1960)                       | Japão                                         | Setsuko Hara, Yôko Tsukasa, Mariko Okada | 2 horas e 10 minutos |
| 26 de julho de 1983            | Tarde de Outono (1962)                       | Japão                                         | Shima Iwashita, Chishū Ryū, Keiji Sada, Mariko Okada, Teruo Yoshida                                                                                | 1 hora e 55 minutos  |
| 2 de agosto de 1983            | Lolita (1962)                                | Reino Unido · Estados Unidos                  | James Mason, Shelley Winters, Peter Sellers, Sue Lyon                                                                                              | 3 horas              |
| 9 de agosto de 1983            | Encruzilhada dos Destinos (1956)             | Reino Unido · Estados Unidos                  | Ava Gardner, Stewart Granger | 2 horas              |
| 16 de agosto de 1983           | Quando a Cidade Dorme (1950)                 | Estados Unidos                                | Sterling Hayden, Jean Hagen, Sam Jaffe, Louis Calhern, James Whitmore, Marilyn Monroe                                                              | 2 horas e 20 minutos |
| 23 de agosto de 1983           | A Batalha do Pó de Arroz (1946)              | Estados Unidos                                | Judy Garland, John Hodiak, Ray Bolger | 2 horas              |
| 30 de agosto de 1983           | O Tesouro do Barba Azul (1955)               | Estados Unidos                                | Stewart Granger, George Sanders, Joan Greenwood, Viveca Lindfors                                                                                   | 1 hora e 30 minutos  |
| 6 de setembro de 1983          | A Ilha Heróica (1953)                        | Reino Unido                                   | Alec Guinness, Jack Hawkins, Anthony Steel, Muriel Pavlow, Flora Robson                                                                            | 1 hora e 40 minutos  |
| 13 de setembro de 1983         | Quando Explodem as Paixões (1959)            | Estados Unidos                                | Frank Sinatra, Gina Lollobrigida, Peter Lawford, Steve McQueen, Kipp Hamilton                                                                      | 2 horas e 5 minutos  |
| 20 de setembro de 1983         | Rumo a Tóquio (1958)                         | Estados Unidos                                | Glenn Ford, Ernest Borgnine, Diane Brewster | 1 hora e 40 minutos  |
| 27 de setembro de 1983         | A Invasão dos Profanadores (1956)            | Estados Unidos                                | Kevin McCarthy, Dana Wynter, Larry Gates, King Donovan, Carolyn Jones, Jean Willes, Ralph Dumke, Virginia Christine, Tom Fadden, Kenneth Patterson | 1 hora e 25 minutos  |
| 4 de outubro de 1983           | The Cassandra Crossing (1976)                | Reino Unido · Alemanha Ocidental · Itália     | Sophia Loren, Richard Harris, Burt Lancaster, Martin Sheen, Lee Strasberg, Ava Gardner, Ingrid Thulin, O. J. Simpson                               | 2 horas e 10 minutos |
| 11 de outubro de 1983          | O Grande Caruso (1951)                       | Estados Unidos                                | Mario Lanza, Ann Blyth, Dorothy Kirsten, Jarmila Novotna                                                                                           | 1 hora e 55 minutos  |
| 24 de outubro de 1983          | Esta Nobre Raça (1944)                       | Reino Unido                                   | Robert Newton, Celia Johnson, John Mills, Kay Walsh                                                                                                | 1 hora e 50 minutos  |
| 31 de outubro de 1983          | Breve Encontro (1945)                        | Reino Unido                                   | Celia Johnson, Trevor Howard, Stanley Holloway, Joyce Carey, Cyril Raymond                                                                         | 1 hora e 25 minutos  |
| 7 de novembro de 1983          | San Francisco (1936)                         | Estados Unidos                                | Clark Gable, Jeanette MacDonald, Spencer Tracy, Jack Holt, Jessie Ralph, Ted Healy                                                                 | 1 hora e 45 minutos  |
| 14 de novembro de 1983         | Dinheiro em Movimento (1948)                 | Estados Unidos                                | Marsha Hunt, William Lundigan, Charles Winninger, Gail Patrick                                                                                     | 1 hora e 30 minutos  |
| 21 de novembro de 1983         | Duas Confissões (1950)                       | Estados Unidos                                | Barbara Stanwick, Wendell Corey, Paul Kelly, Joan Tetzel                                                                                           | 1 hora e 50 minutos  |
| 28 de novembro de 1983         | Terra de Ambições (1947)                     | Estados Unidos                                | Katharine Hepburn, Spencer Tracy, Robert Walker | 2 horas e 20 minutos |
| Ciclo Orson Welles             |                                              |                                               | |                      |
| 5 de dezembro de 1983          | A Sede do Mal (1958)                         | Estados Unidos                                | Orson Welles, Charlton Heston, Janet Leigh, Marlene Dietrich, Akim Tamiroff                                                                        | 1 hora e 55 minutos  |
| 12 de dezembro de 1983         | História Imortal (1968)                      | França                                        | Jeanne Moreau, Orson Welles, Roger Coggio, Norman Eshley                                                                                           | 1 hora               |
| 19 de dezembro de 1983         | F de Fraude (1973)                           | França · Irão · Alemanha Ocidental            | Orson Welles, Oja Kodar, Elmyr de Hory, Clifford Irving, Edith Irving, François Reichenbach                                                        | 2 horas e 5 minutos  |
| 26 de dezembro de 1983         | Relatório Confidencial (1955)                | França · Espanha · Suíça                      | Orson Welles, Robert Arden, Patricia Medina, Paola Mori                                                                                            | 1 hora e 45 minutos  |

### 1984
| Dia de exibição                   | Titulo do filme e ano             | País de origem                    | Elenco principal | Tempo de exibição                 |
| Continuação do Ciclo Orson Welles | Continuação do Ciclo Orson Welles | Continuação do Ciclo Orson Welles | Continuação do Ciclo Orson Welles | Continuação do Ciclo Orson Welles |
| --------------------------------- | --------------------------------- | --------------------------------- | --- | --------------------------------- |
| 2 de janeiro de 1984              | Otelo (1951)                      | Itália · Marrocos                 | Orson Welles, Micheál Mac Liammóir, Suzanne Cloutier, Robert Coote, Michael Laurence, Fay Compton, Doris Dowling                                      | 1 hora e 30 minutos               |
| 9 de janeiro de 1984              | A Filmagem de Otelo (1978)        | Alemanha Ocidental                | Orson Welles, Micheal MacLiammoir, Hilton Edwards | 1 hora e 25 minutos               |
| Ciclo policial                    |                                   |                                   | |                                   |
| 16 de janeiro de 1984             | O Último Golpe (1954)             | França · Itália                   | Jean Gabin, Jeanne Moreau, Dora Doll, René Dary, Paul Frankeur, Lino Ventura                                                                          | 1 hora e 45 minutos               |
| 23 de janeiro de 1984             | Rififi (1955)                     | França                            | Jean Servais, Robert Hossein, Magali Noël, Janine Darcey, Pierre Grasset, Marcel Lupovici, Robert Manuel, Carl Möhner, Marie Sabouret, Claude Sylvain | 2 horas                           |
| 30 de janeiro de 1984             | O Círculo Vermelho (1970)         | França · Itália                   | Alain Delon, Bourvil, Gian Maria Volonté, Yves Montand                                                                                                | 2 horas e 30 minutos              |
| 6 de fevereiro de 1984            | Mortalmente Perigosa (1950)       | Estados Unidos                    | Peggy Cummins, John Dall, Berry Kroeger, Morris Carnovsky, Anabel Shaw, Harry Lewis, Nedrick Young                                                    | 1 hora e 35 minutos               |
| 13 de fevereiro de 1984           | Um Roubo no Hipódromo (1956)      | Estados Unidos                    | Sterling Hayden, Coleen Gray, Vince Edwards, Jay C. Flippen, Elisha Cook Jr., Marie Windsor                                                           | 1 hora e 25 minutos               |
| 20 de fevereiro de 1984           | Ao Cair da Noite (1956)           | Estados Unidos                    | Aldo Ray, Brian Keith, Anne Bancroft | 1 hora e 30 minutos               |
| 27 de fevereiro de 1984           | Marcados para a Morte (1961)      | Estados Unidos                    | Cliff Robertson, Dolores Dorn, Beatrice Kay, Richard Rust                                                                                             | 1 hora e 45 minutos               |
| Ciclo Neorrealismo italiano       |                                   |                                   | |                                   |
| 5 de março de 1984                | Roma, Cidade Aberta (1945)        | Itália                            | Anna Magnani, Marcello Pagliero, Vito Annichiarico, Nando Bruno, Harry Feist, Giovanna Galletti                                                       | 1 hora e 45 minutos               |
| 18 de março de 1984               | Ladrões de Bicicletas (1948)      | Itália                            | Lamberto Maggiorani, Enzo Staiola, Lianella Carell, Vittorio Antonucci                                                                                | 1 hora e 30 minutos               |
| 1 de abril de 1984                | Umberto D. (1952)                 | Itália                            | Carlo Battisti, Maria-Pia Casilio, Lina Gennari, Ileana Simova, Elena Rea, Memmo Carotenuto                                                           | 1 hora e 30 minutos               |
| 8 de abril de 1984                | Os inúteis (1953)                 | Itália · França                   | Alberto Sordi, Franco Fabrizi, Franco Interlenghi, Leopoldo Trieste                                                                                   | 1 hora e 45 minutos               |
| 15 de abril de 1984               | Nós Mulheres (1953)               | Itália                            | Alida Valli, Ingrid Bergman, Isa Miranda, Anna Magnani                                                                                                | 1 hora e 45 minutos               |
| 22 de abril de 1984               | Mamma Roma (1962)                 | Itália                            | Anna Magnani, Ettore Garofolo | 1 hora e 50 minutos               |
| 29 de abril de 1984               | La commare secca (1962)           | Itália                            | Marisa Solinas, Allen Midgette, Giancarlo De Rosa, Alfredo Leggi                                                                                      | 1 hora e 30 minutos               |

### 1985
| Dia de exibição     | Titulo do filme e ano   | País de origem | Elenco principal                                                                 | Tempo de exibição   |
| ------------------- | ----------------------- | -------------- | -------------------------------------------------------------------------------- | ------------------- |
| 28 de julho de 1985 | Depois do Ensaio (1984) | Suécia         | Erland Josephson, Ingrid Thulin, Lena Olin, Nadja Palmstjerna-Weiss, Bertil Guve | 1 hora e 20 minutos |

### 1986
| Dia de exibição        | Titulo do filme e ano                   | País de origem         | Elenco principal                                                                | Tempo de exibição      |
| Ciclo Alfred Hitchcock | Ciclo Alfred Hitchcock                  | Ciclo Alfred Hitchcock | Ciclo Alfred Hitchcock                                                          | Ciclo Alfred Hitchcock |
| ---------------------- | --------------------------------------- | ---------------------- | ------------------------------------------------------------------------------- | ---------------------- |
| 19 de outubro de 1986  | Rebecca (1940)                          | Estados Unidos         | Laurence Olivier, Joan Fontaine, George Sanders, Judith Anderson                | 2 horas e 10 minutos   |
| 26 de outubro de 1986  | Sabotagem (1942)                        | Estados Unidos         | Robert Cummings, Priscilla Lane, Otto Kruger, Norman Lloyd, Harold Miller       | 1 hora e 50 minutos    |
| 2 de novembro de 1986  | Mentira (1943)                          | Estados Unidos         | Teresa Wright, Joseph Cotten, Macdonald Carey, Hume Cronyn                      | 1 hora e 50 minutos    |
| 9 de novembro de 1986  | A Casa Encantada (1945)                 | Estados Unidos         | Ingrid Bergman, Gregory Peck, Michael Chekhov, Leo G. Carroll                   | 1 hora e 55 minutos    |
| 16 de novembro de 1986 | Difamação (1946)                        | Estados Unidos         | Cary Grant, Ingrid Bergman, Claude Rains, Louis Calhern                         | 1 hora e 45 minutos    |
| 23 de novembro de 1986 | O Caso Paradine (1947)                  | Estados Unidos         | Gregory Peck, Ann Todd, Charles Laughton, Charles Coburn, Ethel Barrymore       | 1 hora e 55 minutos    |
| 30 de novembro de 1986 | Sob o Signo de Capricórnio (1949)       | Reino Unido            | Michael Wilding, Ingrid Bergman, Joseph Cotten, Margaret Leighton, Cecil Parker | 2 horas                |
| 7 de dezembro de 1986  | O Desconhecido do Norte-Expresso (1951) | Estados Unidos         | Farley Granger, Ruth Roman, Robert Walker, Leo G. Carroll, Patricia Hitchcock   | 1 hora e 50 minutos    |
| 14 de dezembro de 1986 | Confesso (1953)                         | Estados Unidos         | Montgomery Clift, Anne Baxter, Karl Malden                                      | 1 hora e 50 minutos    |
| 21 de dezembro de 1986 | Chamada para a Morte (1954)             | Estados Unidos         | Ray Milland, Grace Kelly, Robert Cummings, John Williams                        | 1 hora e 50 minutos    |
| 28 de dezembro de 1986 | O Falso Culpado (1956)                  | Estados Unidos         | Henry Fonda, Vera Miles, Anthony Quayle, Harold Stone                           | 1 hora e 50 minutos    |

### 1987
| Dia de exibição                | Titulo do filme e ano                | País de origem                 | Elenco principal                                                                                          | Tempo de exibição              |
| Ciclo Alfred Hitchcock (cont.) | Ciclo Alfred Hitchcock (cont.)       | Ciclo Alfred Hitchcock (cont.) | Ciclo Alfred Hitchcock (cont.)                                                                            | Ciclo Alfred Hitchcock (cont.) |
| ------------------------------ | ------------------------------------ | ------------------------------ | --- | ------------------------------ |
| 4 de janeiro de 1987           | Intriga Internacional (1959)         | Estados Unidos                 | Cary Grant, Eva Marie Saint, James Mason                                                                  | 2 horas e 20 minutos           |
| Ciclo George Cukor             |                                      |                                | |                                |
| 11 de janeiro de 1987          | As Quatro Irmãs (1933)               | Estados Unidos                 | Katharine Hepburn, Joan Bennett, Paul Lukas, Edna May Oliver                                              | 2 horas                        |
| 18 de janeiro de 1987          | Sylvia Scarlett (1935)               | Estados Unidos                 | Katharine Hepburn, Joan Bennett, Paul Lukas, Edna May Oliver                                              | 1 hora e 40 minutos            |
| 25 de janeiro de 1987          | Sylvia Scarlett (1935)               | Estados Unidos                 | Katharine Hepburn, Joan Bennett, Paul Lukas, Edna May Oliver                                              | 1 hora e 40 minutos            |
| 1 de fevereiro de 1987         | Margarida Gautier (1936)             | Estados Unidos                 | Greta Garbo, Robert Taylor, Lionel Barrymore                                                              | 1 hora e 50 minutos            |
| 8 de fevereiro de 1987         | Mulheres (1939)                      | Estados Unidos                 | Norma Shearer, Joan Crawford, Rosalind Russell                                                            | 2 horas e 20 minutos           |
| 15 de fevereiro de 1987        | Casamento Escandaloso (1940)         | Estados Unidos                 | Cary Grant, Katharine Hepburn, James Stewart, Ruth Hussey, John Howard                                    | 1 hora e 55 minutos            |
| 22 de fevereiro de 1987        | A Chama Eterna (1942)                | Estados Unidos                 | Katharine Hepburn, Spencer Tracy, Richard Whorf                                                           | 1 hora e 40 minutos            |
| 1 de março de 1987             | A Costela de Adão (1949)             | Estados Unidos                 | Katharine Hepburn, Spencer Tracy                                                                          | 1 hora e 40 minutos            |
| 8 de março de 1987             | A mulher que nasceu ontem (1950)     | Estados Unidos                 | Judy Holliday, Broderick Crawford, William Holden                                                         | 1 hora e 45 minutos            |
| 15 de março de 1987            | A Atriz (1953)                       | Estados Unidos                 | Spencer Tracy, Jean Simmons, Teresa Wright, Anthony Perkins                                               | 1 hora e 30 minutos            |
| 22 de março de 1987            | As Girls (1957)                      | Estados Unidos                 | Gene Kelly, Mitzi Gaynor, Kay Kendall                                                                     | 1 hora e 55 minutos            |
| 29 de março de 1987            | Vamo-Nos Amar (1960)                 | Estados Unidos                 | Marilyn Monroe, Yves Montand, Tony Randall, Frankie Vaughan, Wilfrid Hyde-White                           | 2 horas                        |
| 5 de abril de 1987             | Amor entre Ruínas (1975)             | Estados Unidos                 | Katharine Hepburn, Laurence Olivier, Colin Blakely                                                        | 1 hora e 40 minutos            |
| 12 de abril de 1987            | Os Campos são Verdes (1979)          | Estados Unidos                 | Katharine Hepburn, Ian Saynor, Bill Fraser                                                                | 1 hora e 40 minutos            |
| Ciclo Carl Theodor Dreyer      |                                      |                                | |                                |
| 19 de abril de 1987            | Amo e Senhor (1925)                  | Dinamarca                      | Johannes Meyer, Astrid Holm, Karin Nellemose, Mathilde Nielsen                                            | 1 hora e 30 minutos            |
| 26 de abril de 1987            | Vampiro (1932)                       | França · Alemanha              | Julian West, Maurice Schutz, Sybille Schmitz                                                              | 1 hora e 30 minutos            |
| 3 de maio de 1987              | Dia de Cólera (1943)                 | Dinamarca                      | Thorkild Roose, Lisbeth Movin, Sigrid Neiiendam                                                           | 1 hora e 30 minutos            |
| 10 de maio de 1987             | A Palavra (1955)                     | Dinamarca                      | Henrik Malberg, Emil Hass Christensen, Cay Kristiansen, Preben Lerdorff Rye                               | 2 horas e 10 minutos           |
| 17 de maio de 1987             | Gertrud (1964)                       | Dinamarca                      | Nina Pens Rode, Bendt Rothe, Ebbe Rode, Baard Owe, Axel Strøbye                                           | 1 hora e 55 minutos            |
| Ciclo Ernst Lubitsch           |                                      |                                | |                                |
| 24 de maio de 1987             | Monte Carlo (1930)                   | Estados Unidos                 | Jack Buchanan, Jeanette MacDonald, ZaSu Pitts, Claud Allister                                             | 1 hora e 40 minutos            |
| 31 de maio de 1987             | O Homem Que Eu Matei (1932)          | Estados Unidos                 | Lionel Barrymore, Nancy Carroll, Phillips Holmes                                                          | 1 hora e 30 minutos            |
| 7 de junho de 1987             | Uma Hora Contigo (1932)              | Estados Unidos                 | Maurice Chevalier, Jeanette MacDonald, Genevieve Tobin, Charles Ruggles, Roland Young, Josephine Dunn     | 2 horas e 10 minutos           |
| 14 de junho de 1987            | Ladrão de Alcova (1932)              | Estados Unidos                 | Miriam Hopkins, Kay Francis, Herbert Marshall, Charles Ruggles, Edward Everett Horton, C. Aubrey Smith    | 1 hora e 30 minutos            |
| 21 de junho de 1987            | Se Eu Tivesse Um Milhão (1932)       | Estados Unidos                 | Gary Cooper, Charles Laughton, George Raft, Jack Oakie, Richard Bennett, Charles Ruggles                  | 1 hora e 30 minutos            |
| 28 de junho de 1987            | Uma Mulher para Dois (1933)          | Estados Unidos                 | Fredric March, Gary Cooper, Miriam Hopkins, Edward Everett Horton, Franklin Pangborn                      | 1 hora e 25 minutos            |
| 5 de julho de 1987             | Uma Mulher para Dois (1933)          | Estados Unidos                 | Fredric March, Gary Cooper, Miriam Hopkins, Edward Everett Horton, Franklin Pangborn                      | 1 hora e 40 minutos            |
| 12 de julho de 1987            | O Anjo (1937)                        | Estados Unidos                 | Marlene Dietrich, Herbert Marshall, Melvyn Douglas, Edward Everett Horton                                 | 1 hora e 40 minutos            |
| 26 de julho de 1987            | A Oitava Mulher do Barba Azul (1938) | Estados Unidos                 | Claudette Colbert, Gary Cooper, Edward Everett Horton, David Niven, Elizabeth Patterson                   | 1 hora e 25 minutos            |
| 2 de agosto de 1987            | Ninotchka (1939)                     | Estados Unidos                 | Greta Garbo, Melvyn Douglas, Ina Claire                                                                   | 1 hora e 45 minutos            |
| 9 de agosto de 1987            | A Loja da Esquina (1940)             | Estados Unidos                 | Margaret Sullavan, James Stewart, Frank Morgan                                                            | 1 hora e 40 minutos            |
| 16 de agosto de 1987           | O Céu Pode Esperar (1943)            | Estados Unidos                 | Gene Tierney, Don Ameche, Charles Coburn                                                                  | 1 hora e 55 minutos            |
| 23 de agosto de 1987           | O Pecado de Cluny Brown (1946)       | Estados Unidos                 | Charles Boyer, Jennifer Jones, Peter Lawford                                                              | 1 hora e 45 minutos            |
| 30 de agosto de 1987           | A Dama de Arminho (1948)             | Estados Unidos                 | Betty Grable, Douglas Fairbanks Jr., Cesar Romero                                                         | 1 hora e 35 minutos            |
| 6 de setembro de 1987          | A Viúva Alegre (1934)                | Estados Unidos                 | Maurice Chevalier, Jeanette MacDonald, Edward Everett Horton                                              | 1 hora e 50 minutos            |
| Ciclo Aleksandr Dovjenko       |                                      |                                | |                                |
| 13 de setembro de 1987         | Arsenal (1929)                       | União Soviética                | Semyon Svashenko, Georgi Khorkov, Amvrosi Buchma                                                          | 1 hora e 40 minutos            |
| 20 de setembro de 1987         | A Terra (1930)                       | União Soviética                | Stepan Shkurat, Semyon Svashenko, Yuliya Solntseva, Yelena Maksimova, Nikolai Nademsky                    | 1 hora e 10 minutos            |
| 27 de setembro de 1987         | Aerograd (1935)                      | União Soviética                | Stepan Shagaida, Sergey Stolyarov, Stepan Shkurat                                                         | 1 hora e 20 minutos            |
| 4 de outubro de 1987           | Nicolai Shchors (1939)               | União Soviética                | Evgeniy Samoylov, Ivan Skuratov, Luka Lyashenko                                                           | 2 horas e 55 minutos           |
| 11 de outubro de 1987          | Crónica dos Anos de Fogo (1961)      | União Soviética                | Boris Andreyev, Sergei Lukyanov, Vasiliy Merkurev, Nikolay Vingranovskiy, Svetlana Zhgun, Mikhail Mayorov | 1 hora e 40 minutos            |
| 18 de outubro de 1987          | O Poema do Mar (1958)                | União Soviética                | Boris Livanov, Boris Andreyev, Mikhail Tsaryov, Mikhail Romanov                                           | 2 horas                        |
|                                |                                      |                                | |                                |
| 25 de outubro de 1987          | A Sede do Mal (1958)                 | Estados Unidos                 | Orson Welles, Charlton Heston, Janet Leigh, Marlene Dietrich, Akim Tamiroff                               | 1 hora e 40 minutos            |
| Filmes mudos                   |                                      |                                | |                                |
| 1 de novembro de 1987          | O Lírio Quebrado (1919)              | Estados Unidos                 | Lillian Gish, Richard Barthelmess, Donald Crisp, Arthur Howard                                            | 1 hora e 40 minutos            |
| 8 de novembro de 1987          | O Ladrão de Bagdad (1924)            | Estados Unidos                 | Douglas Fairbanks, Snitz Edwards, Charles Belcher, Julanne Johnston, Anna May Wong                        | 2 horas e 25 minutos           |
| 15 de novembro de 1987         | Atleta à Força (1926)                | Estados Unidos                 | Harry Langdon, Priscilla Bonner                                                                           | 1 hora e 15 minutos            |
| 22 de novembro de 1987         | A Águia Negra (1925)                 | Estados Unidos                 | Rudolph Valentino, Vilma Bánky, Louise Dresser                                                            | 1 hora e 25 minutos            |
| 29 de novembro de 1987         | Pamplinas Maquinista (1926)          | Estados Unidos                 | Buster Keaton, Marion Mack, Glen Cavender                                                                 | 1 hora e 15 minutos            |
| 6 de dezembro de 1987          | O Demónio e a Carne (1926)           | Estados Unidos                 | Greta Garbo, John Gilbert, Lars Hanson, Marc McDermott                                                    | 1 hora e 55 minutos            |
| 13 de dezembro de 1987         | O Vento (1928)                       | Estados Unidos                 | Lillian Gish, Lars Hanson, Montagu Love, Dorothy Cumming                                                  | 1 hora e 30 minutos            |
| 20 de dezembro de 1987         | A Multidão (1928)                    | Estados Unidos                 | James Murray, Eleanor Boardman, Bert Roach, Estelle Clark                                                 | 1 hora e 30 minutos            |
| 27 de dezembro de 1987         | Aves de Rapina (1924)                | Estados Unidos                 | Gibson Gowland, Tempe Piggot, Zasu Pitts, Jean Hersholt, Chester Conklin, Sylvia Ashton                   | 2 horas                        |

### 1988
| Dia de exibição         | Titulo do filme e ano                      | País de origem                       | Elenco principal                                                                               | Tempo de exibição    |
| ----------------------- | ------------------------------------------ | ------------------------------------ | ---------------------------------------------------------------------------------------------- | -------------------- |
| 3 de janeiro de 1988    | Uma Tragédia Americana (1931)              | Estados Unidos                       | Phillips Holmes, Sylvia Sidney, Frances Dee                                                    | 1 hora e 40 minutos  |
| 10 de janeiro de 1988   | O Anjo Azul (1930)                         | Alemanha                             | Marlene Dietrich, Emil Jannings, Kurt Gerron, Rosa Valetti, Hans Albers, Reinhold Bernt        | 1 hora e 50 minutos  |
| 17 de janeiro de 1988   | Fatalidade (1931)                          | Estados Unidos                       | Marlene Dietrich, Victor McLaglen, ustav von Seyffertitz, Warner Oland, Lew Cody, Barry Norton | 1 hora e 40 minutos  |
| 24 de janeiro de 1988   | Marrocos (1930)                            | Estados Unidos                       | Marlene Dietrich, Gary Cooper, Adolphe Menjou, Ullrich Haupt                                   | 1 hora e 50 minutos  |
| 31 de janeiro de 1988   | Debandada (1929)                           | Estados Unidos                       | George Bancroft, Fay Wray, Richard Arlen                                                       | 1 hora e 30 minutos  |
| 7 de fevereiro de 1988  | O Expresso de Xangai (1932)                | Estados Unidos                       | Marlene Dietrich, Clive Brook                                                                  | 1 hora e 30 minutos  |
| 14 de fevereiro de 1988 | A Vénus Loira (1932)                       | Estados Unidos                       | Marlene Dietrich, Cary Grant, Herbert Marshall                                                 | 1 hora e 30 minutos  |
| 21 de fevereiro de 1988 | A Imperatriz Vermelha (1934)               | Estados Unidos                       | Marlene Dietrich, John Lodge, Sam Jaffe, Louise Dresser, C. Aubrey Smith                       | 1 hora e 50 minutos  |
| 28 de fevereiro de 1988 |                                            |                                      |                                                                                                | 1 hora e 50 minutos  |
| 6 de março de 1988      | Eu Claudius, o Épico Inacabado (1965)      | Estados Unidos · Reino Unido         | Dirk Bogarde, Robert Graves, Josef von Sternberg                                               | 1 hora e 30 minutos  |
| 20 de março de 1988     | Estradas do Inferno (1957)                 | Estados Unidos                       | John Wayne, Janet Leigh, Jay C. Flippen, Paul Fix                                              | 2 horas              |
| 27 de março de 1988     | A Saga de Anatahan (1953)                  | Japão                                | Akemi Negishi, Tadashi Suganuma, Kisaburo Sawamura                                             | 1 hora e 30 minutos  |
| 3 de abril de 1988      | O Rio Sagrado (1951)                       | França · Índia · Estados Unidos      | Patricia Walters, Nora Swinburne, Esmond Knight                                                | 1 hora e 50 minutos  |
| 10 de abril de 1988     | A Comédia e a Vida (1952)                  | França · Itália                      | Anna Magnani, Odoardo Spadaro, Nada Fiorelli                                                   | 1 hora e 50 minutos  |
| 17 de abril de 1988     | French Cancan (1955)                       | França · Itália                      | Jean Gabin, Françoise Arnoul, María Félix                                                      | 1 hora e 50 minutos  |
| 24 de abril de 1988     | Helena e os Homens (1956)                  | França · Itália                      | Ingrid Bergman, Jean Marais, Mel Ferrer, Jean Richard                                          | 1 hora e 40 minutos  |
| 1 de maio de 1988       | A Festa dos Sentidos (1959)                | França                               | Paul Meurisse, Fernand Sardou, Catherine Rouvel                                                | 1 hora e 40 minutos  |
| 8 de maio de 1988       | O Testamento do Médico e do Monstro (1959) | França                               | Jean-Louis Barrault, Teddy Bilis, Michel Vitold, Jean Topart, Micheline Gary                   | 1 hora e 40 minutos  |
| 15 de maio de 1988      | O Cabo de Guerra (1962)                    | França                               | Jean-Pierre Cassel, Claude Brasseur, O.E. Hasse                                                | 1 hora e 50 minutos  |
| 22 de maio de 1988      | O Pequeno Teatro de Jean Renoir (1970)     | França · Itália · Alemanha Ocidental | Jeanne Moreau, Nino Formicola                                                                  | 1 hora e 50 minutos  |
| 28 de agosto de 1988    | Aos Nossos Amores (1983)                   | França                               | Sandrine Bonnaire, Maurice Pialat, Evelyne Ker, Dominique Besnehard                            | 1 hora e 40 minutos  |
| 4 de setembro de 1988   | Viridiana (1961)                           | Espanha                              | Silvia Pinal, Francisco Rabal, Fernando Rey                                                    | 1 hora e 40 minutos  |
| 18 de setembro de 1988  | A Outra Metade do Céu (1977)               | Itália                               | Monica Vitti, Adriano Celentano                                                                | 1 hora e 45 minutos  |
| 25 de setembro de 1988  | Memórias de Elisa (1977)                   | Espanha                              | Fernando Rey, Geraldine Chaplin                                                                | 2 horas e 20 minutos |
| 2 de outubro de 1988    | O Sul (1983)                               | Espanha                              | Omero Antonutti, Sonsoles Aranguren, Icíar Bollaín, Aurore Clément                             | 1 hora e 20 minutos  |
| 9 de outubro de 1988    | O Santo dos Pobrezinhos (1950)             | Itália                               | Gianfranco Bellini, Aldo Fabrizi, Pino Locchi                                                  | 1 hora e 20 minutos  |
| 16 de outubro de 1988   | Fellini 8 ½ (1963)                         | Itália · França                      | Marcello Mastroianni, Claudia Cardinale, Anouk Aimée                                           | 2 horas e 30 minutos |
| 23 de outubro de 1988   | O Deserto Vermelho (1964)                  | Itália · França                      | Monica Vitti, Richard Harris, Carlo Chionetti, Xenia Valderi                                   | 2 horas e 10 minutos |
| 30 de outubro de 1988   | Pocilga (1969)                             | Itália · França                      | Pierre Clémenti, Jean-Pierre Léaud                                                             | 2 horas e 45 minutos |
| 6 de novembro de 1988   | Lulu (1962)                                | Áustria                              | Nadja Tiller, O. E. Hasse, Hildegard Knef                                                      | 1 hora e 45 minutos  |
| 13 de novembro de 1988  | Não Reconciliados (1965)                   | Alemanha                             | Heinrich Hargesheimer, Carlheinz Hargesheimer, Martha Staendner                                | 50 minutos           |
| 20 de novembro de 1988  | O Medo Devora a Alma (1975)                | Alemanha                             | Margit Carstensen, Ulrich Faulhaber, Brigitte Mira                                             | 1 hora e 35 minutos  |
| 27 de novembro de 1988  | Paris, Texas (1984)                        | França · Alemanha                    | Harry Dean Stanton, Nastassja Kinski, Dean Stockwell, Hunter Carson                            | 2 horas e 35 minutos |
| 4 de dezembro de 1988   | Ivan, o Terrível - Parte I (1944)          | União Soviética                      | Nikolai Cherkasov, Lyudmila Tselikovskaya, Serafima Birman, Mikhail Nazvanov                   | 1 hora e 35 minutos  |
| 11 de dezembro de 1988  | Ivan, o Terrível: Parte II (1958)          | União Soviética                      | Nikolai Cherkasov, Lyudmila Tselikovskaya, Serafima Birman, Mikhail Nazvanov                   | 1 hora e 30 minutos  |
| 18 de dezembro de 1988  | A Tomada do Poder por Luis XIV (1966)      | França                               | Jean-Marie Patte, Raymond Jourdan, Katharina Renn, Giulio Cesare Silvagni, Pierre Barrat       | 1 hora e 35 minutos  |
| 25 de dezembro de 1988  | Cammina, cammina (1983)                    | Itália                               | Alberto Fumagalli, Antonio Cucciarrè, Eligio Martellucci, Renzo Samminiatesi, Marco Bartolini  | 2 horas e 50 minutos |

### 1989
| Dia de exibição        | Titulo do filme e ano        | País de origem     | Elenco principal                                       | Tempo de exibição    |
| Ciclo Douglas Sirk     | Ciclo Douglas Sirk           | Ciclo Douglas Sirk | Ciclo Douglas Sirk                                     | Ciclo Douglas Sirk   |
| ---------------------- | ---------------------------- | ------------------ | ------------------------------------------------------ | -------------------- |
| 1 de janeiro de 1989   | April, April! (1935)         | Alemanha           | Albrecht Schoenhals, Carola Höhn, Erhard Siedel        | 1 hora e 20 minutos  |
| 8 de janeiro de 1989   | Pilares da Sociedade (1935)  | Alemanha           | Heinrich George, Maria Krahn, Albrecht Schoenhals      | 1 hora e 35 minutos  |
| 15 de janeiro de 1989  | Acorde Final (1936)          | Alemanha           | Lil Dagover, Willy Birgel, Maria von Tasnady           | 1 hora e 35 minutos  |
| 22 de janeiro de 1989  | Para Terras Distantes (1937) | Alemanha           | Zarah Leander, Willy Birgel, Viktor Staal, Carola Höhn | 1 hora e 40 minutos  |
| 29 de janeiro de 1989  | O Veneno dos Trópicos (1937) | Alemanha           | Zarah Leander, Ferdinand Marian, Karl Martell          | 1 hora e 35 minutos  |
| 17 de dezembro de 1989 | Intolerância (1916)          | Estados Unidos     | Lillian Gish, Robert Harron, Mae Marsh                 | 2 horas e 50 minutos |

### 1990
| Dia de exibição         | Titulo do filme e ano      | País de origem                   | Elenco principal                                                                                | Tempo de exibição    |
| Ciclo cinema indiano    | Ciclo cinema indiano       | Ciclo cinema indiano             | Ciclo cinema indiano                                                                            | Ciclo cinema indiano |
| ----------------------- | -------------------------- | -------------------------------- | ----------------------------------------------------------------------------------------------- | -------------------- |
| 7 de janeiro de 1990    | Pather Panchali (1955)     | Índia                            | Subir Banerjee, Kanu Banerjee, Karuna Banerjee, Uma Dasgupta, Chunibala Devi, Tulsi Chakraborty | 2 horas e 05 minutos |
| 14 de janeiro de 1990   | Flores de Papel (1959)     | Índia                            | Guru Dutt, Waheeda Rehman, Kumari Naaz, Mehmood, Johnny Walker                                  | 2 horas e 35 minutos |
| 21 de janeiro de 1990   | A Casa e o Mundo (1984)    | Índia                            | Swatilekha Chatterjee, Victor Banerjee, Jennifer Kendal, Soumitra Chatterjee                    | 2 horas e 25 minutos |
| 28 de janeiro de 1990   | Genesis (1986)             | Índia · Suíça · Bélgica · França | Shabana Azmi, Naseeruddin Shah, Om Puri, M.K. Raina                                             | 1 hora e 50 minutos  |
| Ciclo Luis Buñuel       |                            |                                  |                                                                                                 |                      |
| 4 de fevereiro de 1990  | Os Esquecidos (1950)       | México                           | Estela Inda, Miguel Inclán, Alfonso Mejía, Roberto Cobo                                         | 1 hora e 30 minutos  |
| 11 de fevereiro de 1990 | Susana (1950)              | México                           | Fernando Soler, Rosita Quintana, Víctor Manuel Mendoza                                          | 1 hora e 30 minutos  |
| 18 de fevereiro de 1990 | Uma Mulher Sem Amor (1952) | México                           | Rosario Granados, Julio Villarreal, Tito Junco                                                  | 1 hora e 30 minutos  |
| 25 de fevereiro de 1990 | O Bruto (1953)             | México                           | Pedro Armendáriz, Katy Jurado, Rosita Arenas                                                    | 1 hora e 25 minutos  |
| 4 de março de 1990      | Ele (1953)                 | México                           | Arturo de Córdova, Delia Garcés, Aurora Walker                                                  | 1 hora e 40 minutos  |
| 9 de setembro de 1990   | Júlio César (1953)         | Estados Unidos                   | Marlon Brando, James Mason, John Gielgud, Louis Calhern                                         | 2 horas e 05 minutos |

### 1992
| Dia de exibição         | Titulo do filme e ano | País de origem | Elenco principal                                     | Tempo de exibição    |
| ----------------------- | --------------------- | -------------- | ---------------------------------------------------- | -------------------- |
| 14 de fevereiro de 1992 | Fim de Outono (1960)  | Japão          | Setsuko Hara, Yoko Tsukasa, Mariko Okada, Keiji Sada | 2 horas e 20 minutos |

### 1996
| Dia de exibição       | Titulo do filme e ano          | País de origem | Elenco principal                          | Tempo de exibição    |
| --------------------- | ------------------------------ | -------------- | ----------------------------------------- | -------------------- |
| 19 de janeiro de 1996 | Schpountz ... o Anjinho (1938) | França         | Fernandel, Orane Demazis, Fernand Charpin | 2 horas e 35 minutos |

## Ligações Externas
- Diário de Lisboa, Fundação Mário Soares.
- Rádio e Televisão de Portugal
- Revista "Rádio e Televisão"
- Comarca de Arganil
- Diário de Notícias Madeira